# 24 Shots
24 Shots è un album raccolta del rapper statunitense 50 Cent, subito dopo il suo album di debutto professionistico rappresentato da Get Rich or Die Tryin'. Il titolo dell'album fa riferimento al numero di tracce presenti nell'album, appunto ventiquattro.

## Tracce
1. Power of the Dollar – 1:42
2. How to Rob (feat. Madd Rapper) – 4:24
3. The Good Die Young – 4:00
4. Bad News – 4:23
5. Gun Runner – 1:53
6. Who Shot Ya? – 2:00
7. Beef Wit' Me – 1:53
8. Follow Me Gangsta – 3:19
9. Corner Bodega – 1:37
10. Look What You Made Me Do (feat. Ron G) – 4:10
11. C.R.E.A.M. Freestyle – 3:02
12. You Ain't No Gangsta – 3:34
13. Fat Bitches – 3:18
14. Ecstasy – 3:58
15. The Hits – 3:23
16. Crazy – 1:49
17. No Introduction – 1:35
18. The Truth – Your Not Ready – 3:19
19. Bump That Freestyle – 3:00
20. Burn Freestyle – 1:45
21. I'm a Hustler – 3:41
22. The Realest Niggaz (feat. The Notorious B.I.G. & Eminem) – 5:20
23. In da Club – 3:15
24. Riding Through the Hood (feat. Brooklyn) – 2:44